# Christophersen
Christophersen es una localidad argentina ubicada en el departamento General López de la provincia de Santa Fe. Se encuentra a 374km de la capital santafesina.

## Historia

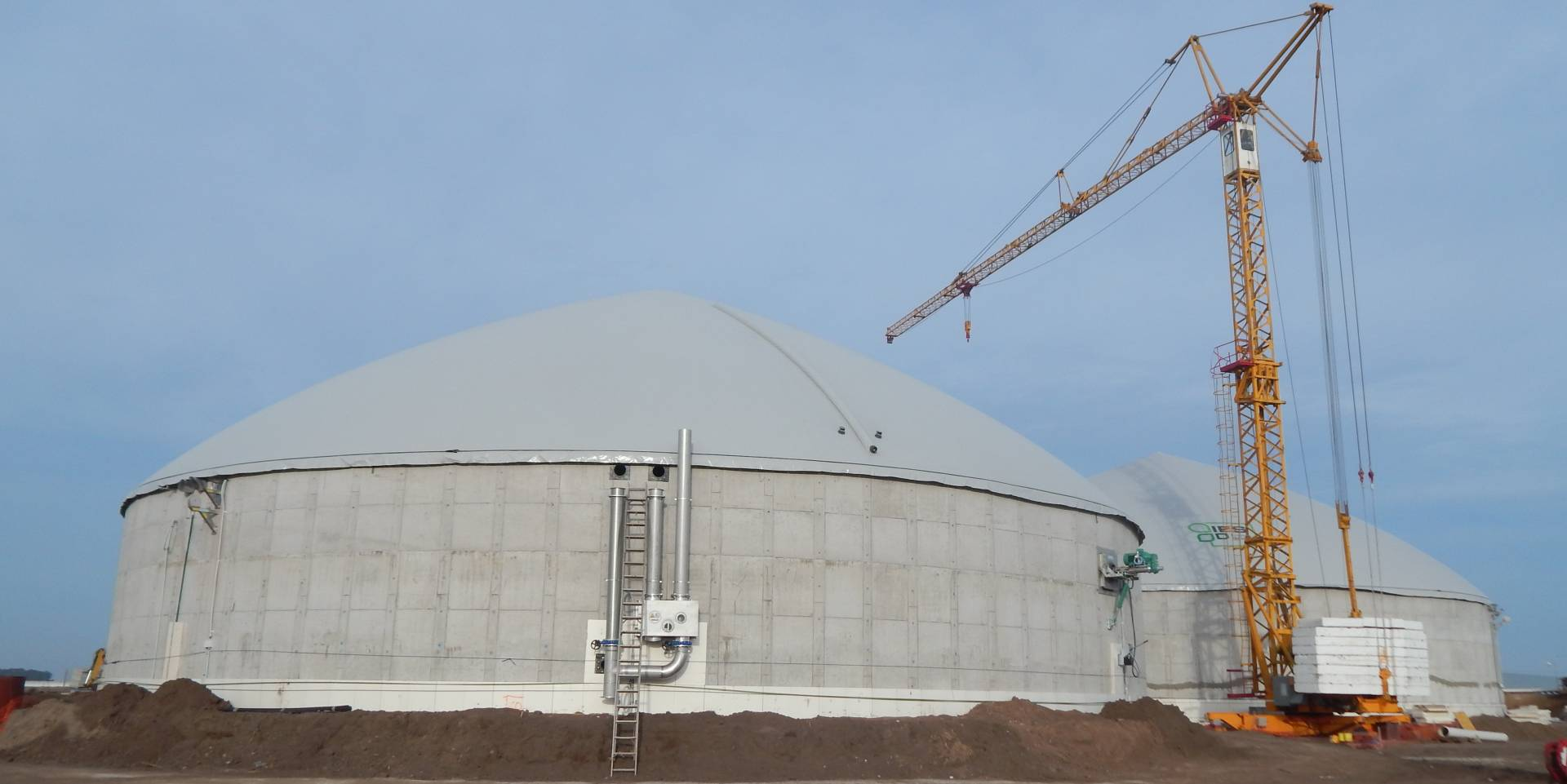
Planta de biogás inaugurada en 2017.

Lleva el nombre de Pedro Christophersen, terrateniente e impulsor de la creación de la colonia y el poblado.
En 1878 los campos del sur santafesino asediados permanentemente por los indios quedan librados de esa amenaza con el fin de la Conquista del Desierto. Pedro Christophersen se había casado con Carmen de Alvear y adquirieron grandes propiedades en esta zona. El nombre inicial que se pensaba darle era Carmen, pero el mismo fue desechado por existir ya dos localidades con ese nombre en Santa Fe, Carmen del Sauce y El Carmen. Finalmente en 1893 se aprueba el trazado del pueblo y la colonia en lo que hoy se conoce como Paraje Campana. En 1910 se fundó la primera escuela, actualmente tiene 3. Este paraje no adquirió un desarrollo significativo hasta que en 1933 se creó la estación Christophersen del ferrocarril, mudándose la villa.
En 2009 se inauguró la escuela secundaria, y cuenta con centro de salud, templo católico y edificio comunal. La principal actividad económica es la agricultura, destacándose también la empresa Adeco Agropecuaria como empleador.

## Población
Cuenta con 889 habitantes (Indec, 2022), lo que representa un aumento con relación a los 731 habitantes registrados en el censo del año 2010.
| Gráfica de evolución demográfica de Christophersen entre 2001 y 2022 |
|                                                                      |
| Fuente: Censos nacionales del INDEC                                  |